# Quintanilla de la Mata
Quintanilla de la Mata è un comune spagnolo di 122 abitanti situato nella comunità autonoma di Castiglia e León.